# Луцьк (станція)
Луцьк (до 1963 року — Луцьк-Місто) — проміжна залізнична станція Рівненської дирекції Львівської залізниці на 169-му км лінії Ківерці — Підзамче між станціями Дачне (7 км) та Гнідава (10 км).

## Історія
Залізницю від Ківерців до Луцька було прокладено за наказом імператора Олександра ІІІ 1890 року і відкрито 10 вересня того ж року, яка є датою відкриття у місті першого залізничного вокзалу.
Станція мала первинну назву Луцьк-Місто. Тривалий час була тупиковою, доки у 1925 році була побудована залізнична лінія Луцьк — Підзамче / Львів.

Старовинні світлини
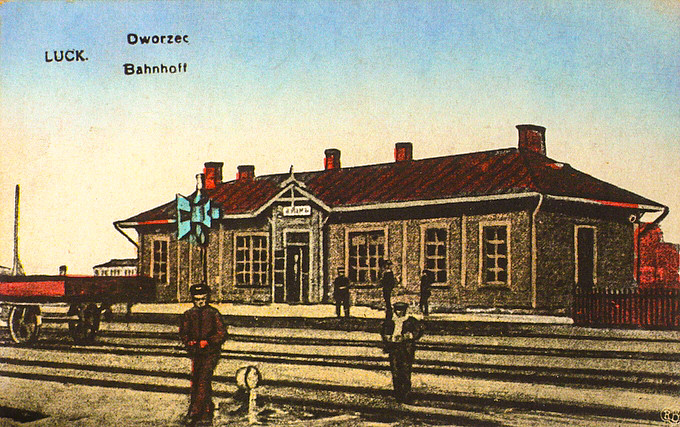
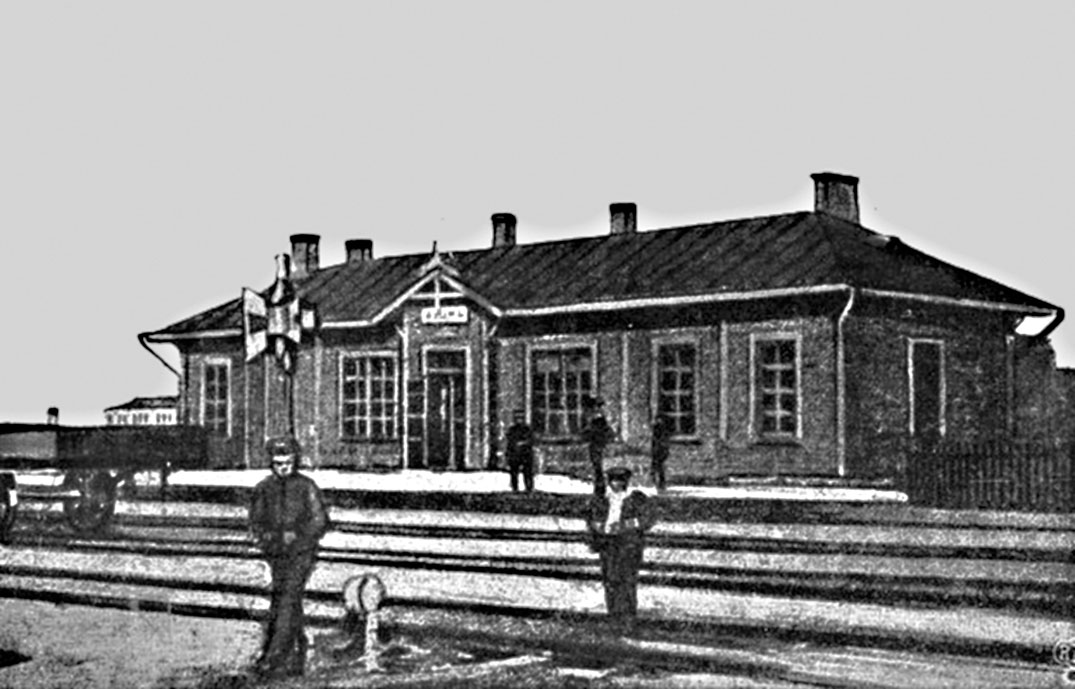
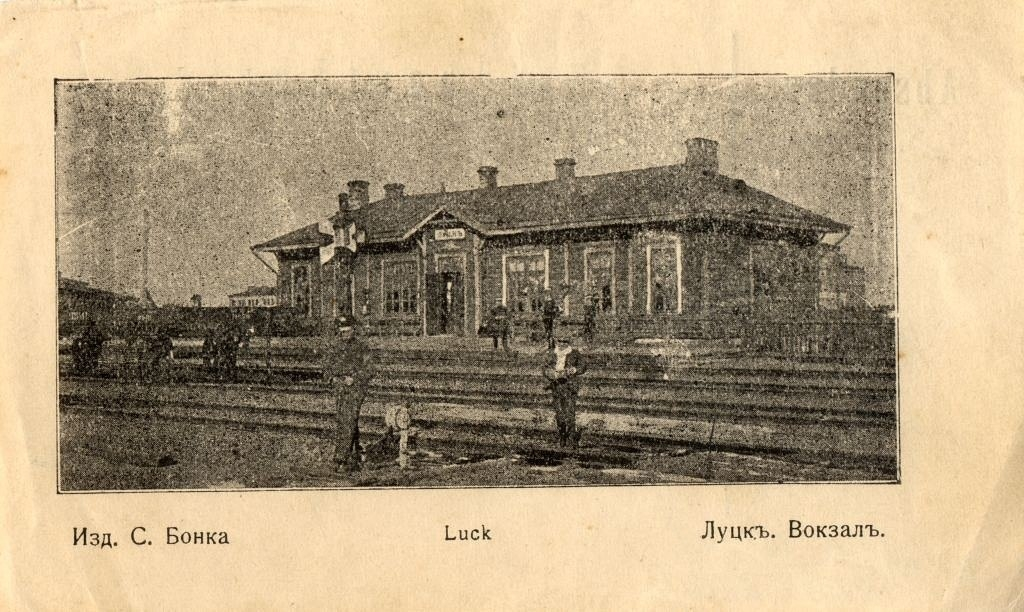

У 1963 році станції Луцьк-Місто та розташовану поруч вантажну станцію Луцьк-Східний було об'єднано під єдиною назвою — Луцьк.
У 2003 році станція електрифікована змінним струмом (~25 кВ) в складі дільниці Ківерці — Луцьк (завдовжки 13 км) лінії Ківерці — Підзамче.
Впродовж 2011—2012 років проведено капітальний ремонт залізничного вокзалу, в результаті чого було повністю змінено його зовнішній та внутрішній вигляд, додано декоративну вежу з годинником.

## Пасажирське сполучення
Приміське сполучення
Через станцію прямують приміські електропоїзди до станцій Здолбунів, Ковель, дизель-поїзди до станцій Горохів, Ківерці, Стоянів, Радехів.
Для більшості електропоїздів станція Луцьк є кінцевою, однак деякі електропоїзди прямують на станцію при прямуванні з Ковеля на Здолбунів та зворотно. Так само здійснюється і рух пасажирських поїздів далекого сполучення, рухаючись до станції Ковель та зворотно, прямуючи на станцію Луцьк.
Також курсують електропоїзди, які зупиняються у Ківерцях без заїзду до Луцька. Розкладом руху передбачена узгоджена пересадка на приміські поїзди.
Далеке сполучення
З 6 березня 2015 року до 2017 року станція мала сполучення з Тернополем через станції Рівне, Дубно, Радивилів, Броди, Красне, Золочів (курсував регіональний поїзд категорії «Інтерсіті» № 767/768 сполученням Ковель — Тернопіль).
З 29 жовтня 2017 року призначався нічний швидкий поїзд № 127/128 сполученням Харків — Ковель, що курсував через день і прямував через Козятин I, Білу Церкву, Знам'янку, Кременчук, Кобеляки, Полтаву-Південну (з 18 березня 2020 року, через поширення пандемії COVID-19, був скасований, наразі не відновлений). Поїзд був альтернативою вагонів безпересадкового сполучення в складі поїзда № 793/794 «Дніпровські зорі» сполученням сполученням Харків — Луцьк.
Наразі пасажирські поїзди від станції Луцьк прямують до Києва, Дніпра, Івано-Франківська, Запоріжжя, Коломиї, Львова, Одеси, Рахова, Ужгорода.
З 25 лютого 2022 року, через повномасштабне російське вторгнення в Україну, маршрут руху нічного швидкого поїзда № 88/87 сполученням Ковель — Новоолексіївка тимчасово обмежений до станції Запоріжжя I.

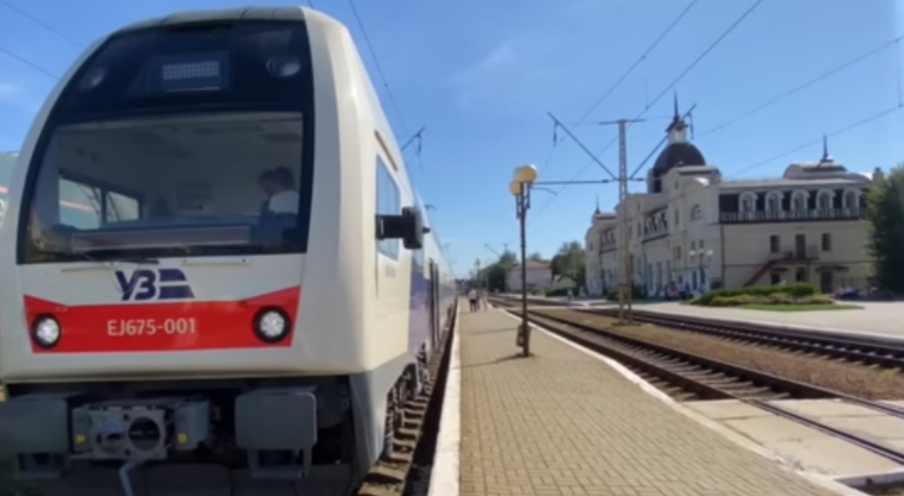
Škoda EJ 675-001 на станції Луцьк

23 серпня 2022 року, після капітального ремонту, введений в експлуатацію другий склад  швидкісного поїзда Škoda EJ 675-002, який здійснив перший рейс за новим маршрутом № 755/756 сполученням Київ — Рівне — Луцьк (поїзд курсує щоденно, крім середи).
З 6 травня 2025 року призначений регіональний поїзд № 815/816 сполученням Луцьк — Коломия, який курсує з четверга по неділю.

## Галерея

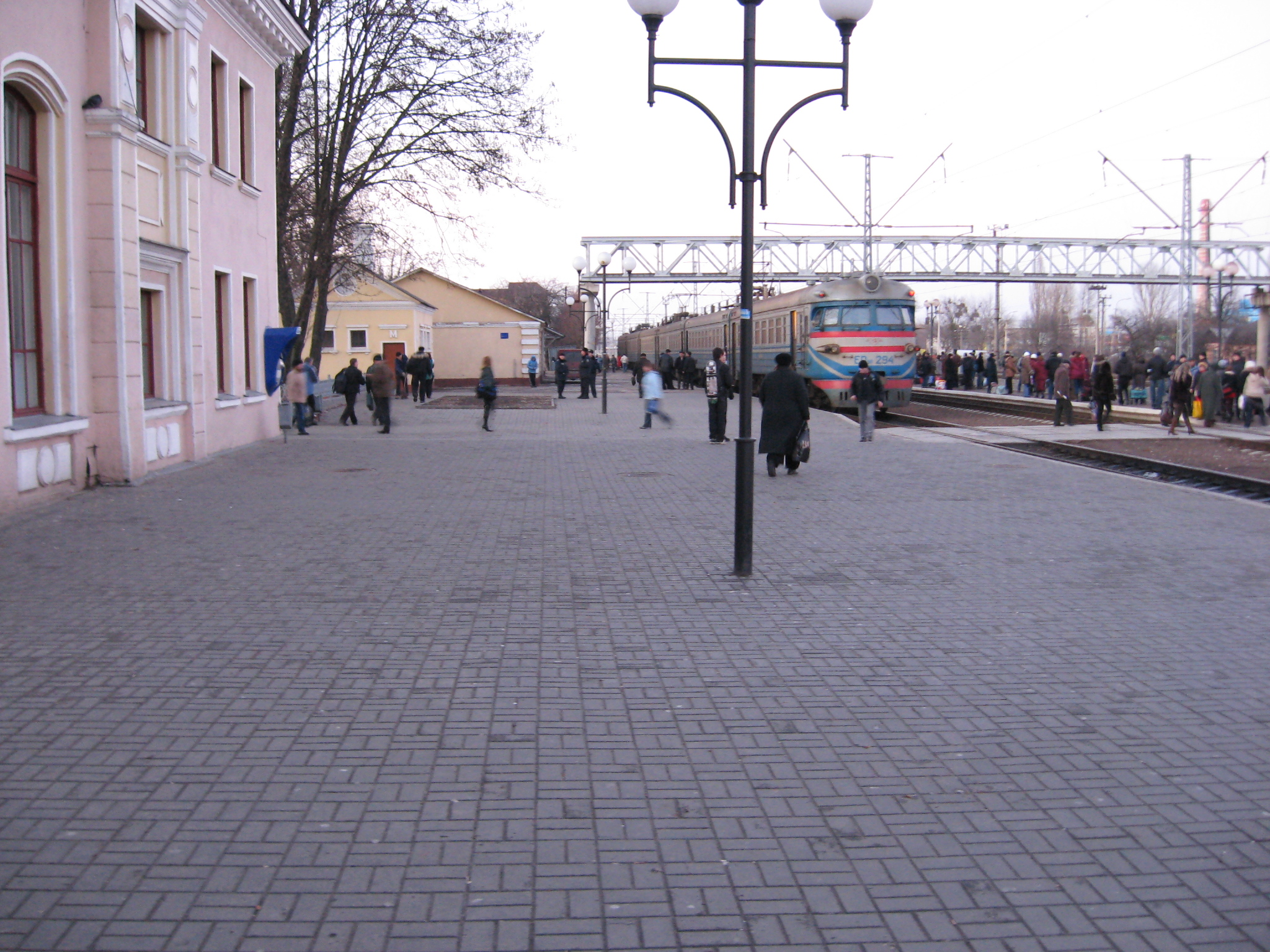
Електропоїзд ЕР9П-294 на станції Луцьк (2008)
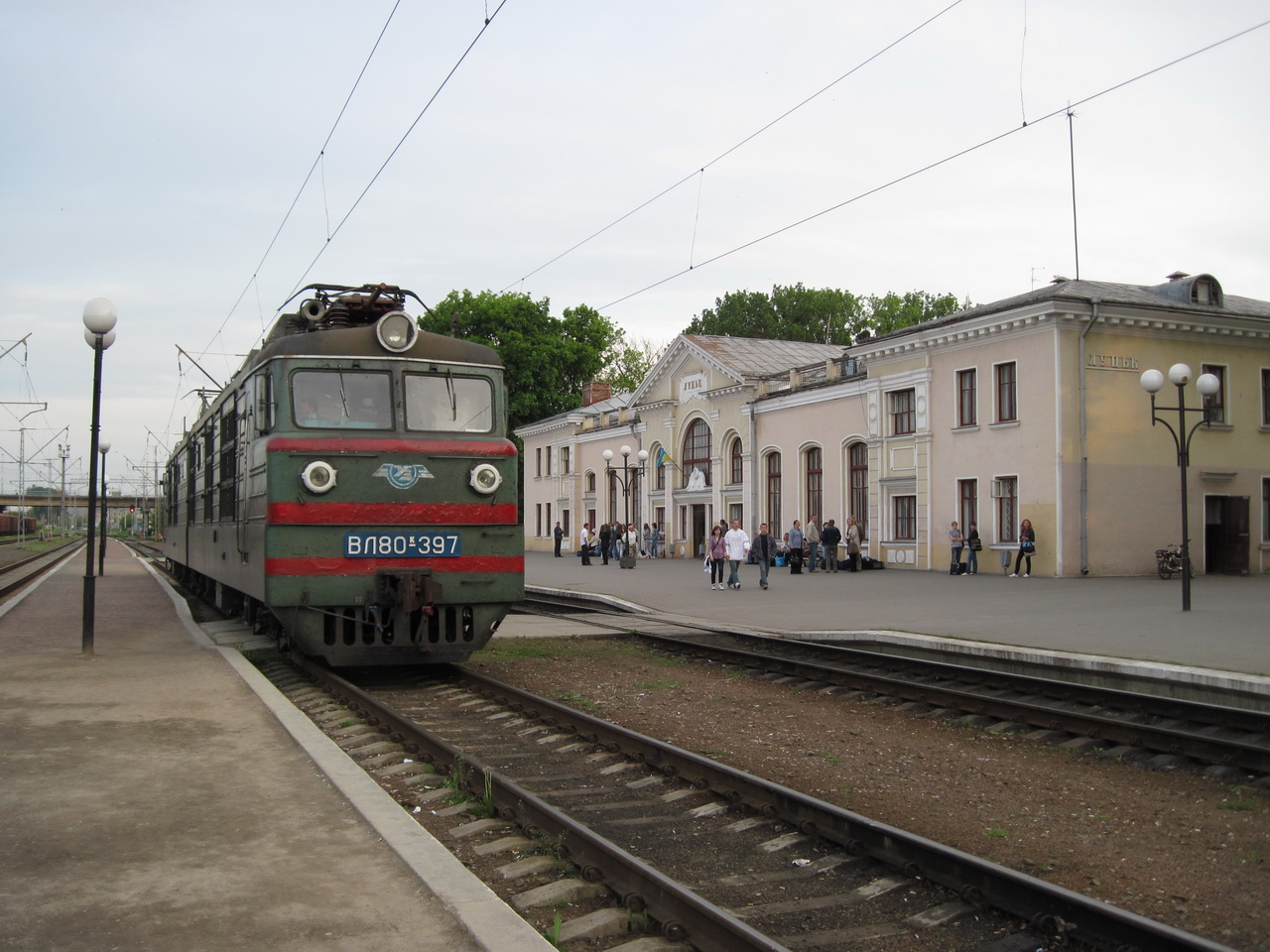
ВЛ80К-397 на станції Луцьк
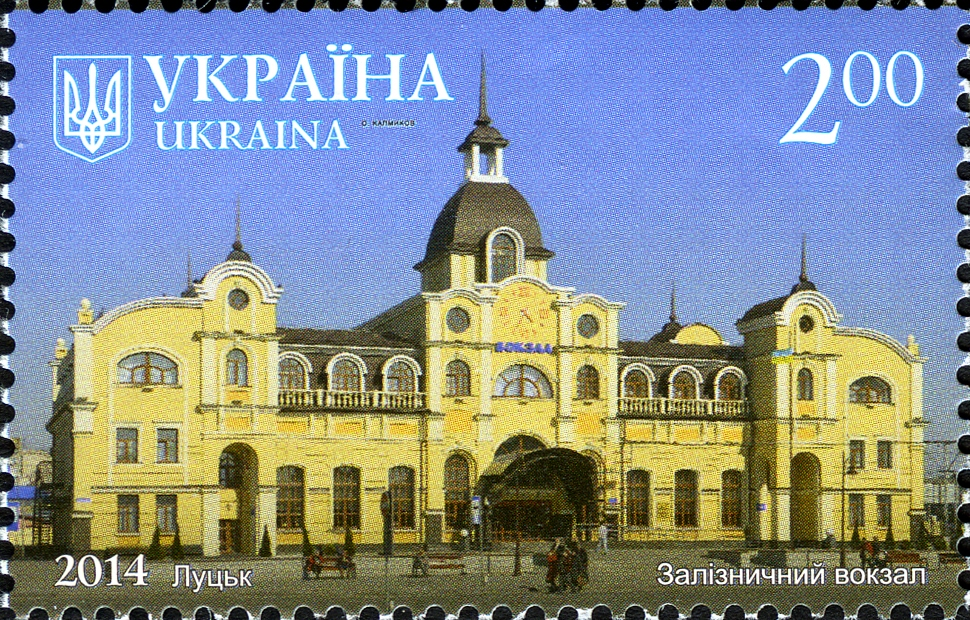
Поштова марка України. Луцький вокзал (2014)
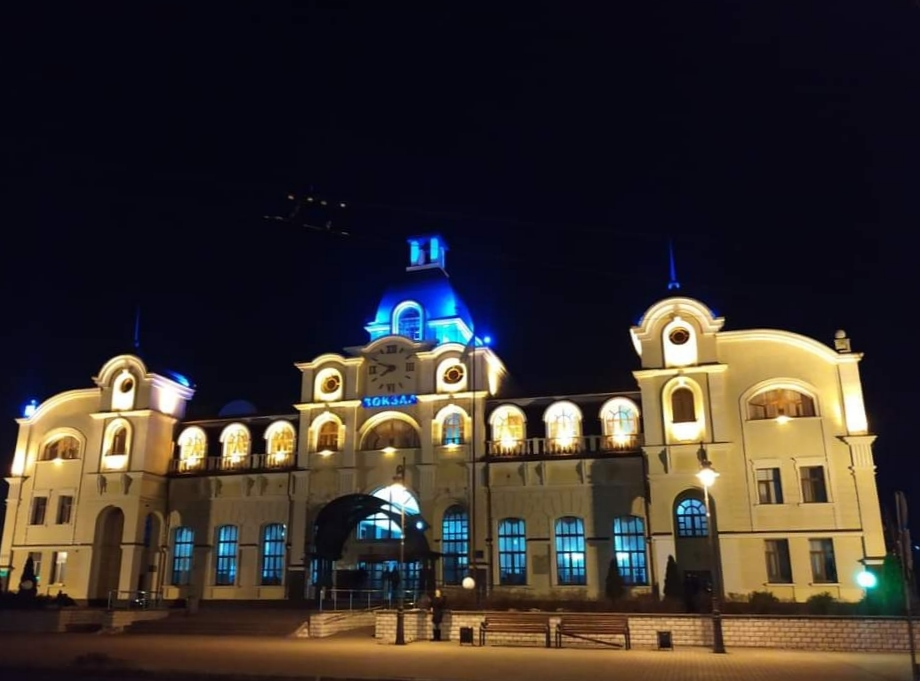
Вокзал станції Луцьк вночі